# Pierre du Len
La Pierre du Len ou Roche du Len est un menhir situé sur la commune de Saint-Lyphard dans le département de la Loire-Atlantique.

## Historique
Le monument est inscrit au titre des monuments historiques en 1981.

## Description
La pierre mesure 2 m hors sol et serait enterrée sur 1 m de hauteur.